# Уивер, Артур
Артур Джерард Уивер (англ. Arthur Jerard Weaver; 18 ноября 1873 — 17 октября 1945) — американский политик, 22-й губернатор Небраски.

## Биография
Артур Уивер родился на ферме около Фолс-Сити, Небраска, в семье конгрессмена Арчибальда Уивера и Марты Майерс. Он учился в Вайомингской семинарии и в Университете Небраски-Линкольна, где в 1896 году получил степень бакалавра искусств. Годом спустя Уивер получил степень в области права и открыл частную юридическую практику в родном городе.
В 1899 году Уивер был членом Палаты представителей Небраски, в 1899—1901 годах — атторнеем Фолс-Сити, а в 1902—1903 годах — атторнеем округа Ричардсон. В 1904 году он прекратил юридическую практику и занялся сельским хозяйством и скотоводством. Позже он служил в городском совете Фолс-Сити, а в 1915 году был избран мэром города.
В 1919—1920 годах Уивер был председателем конституционного конвента Небраски, в 1920 году — председателем коллегии выборщиков штата, а в 1924 году — председателем съезда Республиканской партии штата. В 1925 году он получил широкую поддержку для назначения министром сельского хозяйства США, однако не был назначен на эту должность.
В ноябре 1928 года Уивер был избран губернатором Небраски. Во время его пребывания в должности финансовая система штата страдала от обвала фондового рынка на Уолл-стрит, была ликвидирована система банковских гарантий и введён двухгодичный бюджет штата.
После неудачной попытки переизбраться на второй срок Уивер продолжал оставаться активным в политике. В 1932 году он был председателем национального съезда Республиканской партии, а в 1939—1941 годах — председателем Исторического общества Небраски. В 1940 году Уивер потерпел поражение на выборах в Сенат США.
В течение многих лет Уивер принимал активное участие в сельском хозяйстве, благоустройстве зон отдыха и историческом развитии Небраски. В 1924—1927 годах он был директором по сельскому хозяйству Омахского отделения Федерального резервного банка Канзас-Сити, в 1920-х годах на протяжении восьми лет был членом и несколько лет вице-председателем совета по сельскому хозяйству Небраски, а также два срока был председателем Садоводческого общества штата. Уивер был организатором и в течение многих лет попечителем общества по развитию молочной промышленности Небраски.
Уивер был женат дважды: на Персе Моррис и Мод Хард. У него было шестеро детей.
Уивер умер 17 октября 1945 года в своём доме в Фолс-Сити, и был похоронен на кладбище Steele Cemetery.